# 瀰漫河外背景輻射
瀰漫河外背景輻射（diffuse extragalactic background radiation，DEBRA）是來自河外星系之外，充塞在宇宙各處的瀰漫光子場 。它包含的光子能量，從～10−7 eV to ~100 GeV，跨越了～20世代。在不同的波長範圍內，各意有不同的起源和所涉及的物理過程。有許多的證據支持瀰漫河外背景輻射的存在，圖1是瀰漫河外背景輻射所有電磁波譜示意性的圖片。基與許多不同的資料組，以光譜強度（也稱為光譜輻射亮度）乘以波長顯示。這樣的表示方示是很方便的，因為曲線內的區域就是能量。宇宙的自然和歷史密碼都在這些輻射場內，任何可實現的宇宙學模型都必須能夠描述它。了解瀰漫河外背景輻射是宇宙學模型的主要挑戰，與在天體物理學等其它其領域的巨大成就，因此理論學家、觀測者、和各類儀器都朝著這個方向努力。

## DEBRA的範圍
根據它們的來源和物理機制區分，整體的瀰漫河外輻射場可能會分布在不同的範圍。這是由高能量往低能量的標準分類： 
- 瀰漫河外伽瑪射線輻射（也稱為宇宙伽瑪射線背景）
- 宇宙Ｘ射線背景
- 河外背景光（包括宇宙紅外線背景）
- 宇宙微波背景
- 宇宙電波背景

## 外部連結
- Caltech papers （页面存档备份，存于）